# Няма балами (филм, 1994)
„Няма балами“ (на английски: Nobody's Fool) е американски филм от 1994 година на режисьора Робърт Бентън.

## Сюжет
Внимание:  Текстът по-долу разкрива сюжета на произведението (или части от него)!
Доналд „Съли“ Съливан е упорит стар негодник, живеещ в спокойното, заснежено село Норт Бат в щата Ню Йорк. Той работи на свободна практика в строителния бизнес, обикновено със своя малоумен приятел Ръб до него. Той често е в конфликт с Карл Робък, местен предприемач, който го съди при всяка възможност за неизплатени заплати и инвалидност. Еднокракият адвокат на Съли Уърф е некадърен и съдебните му дела многократно се отхвърлят. Съли дразни Карл, като открито флиртува със съпругата му Тоби при всяка възможност (на което тя се радва). Той е редовен посетител в бара „Железният кон“, където често пие и играе карти с Уърф, Карл, Ръб, Джоко, градския фармацевт, и Оли Куин, началника на полицията в града.
Често срещана шега е повторната кражба на снегорина на Карл. Съли го краде, за да си върне на Карл за последното му неуспешно дело. Карл го открадва обратно, поставяйки го в двора на строителния си бизнес, охраняван от неговото куче пазач доберман пинчер. Съли, след като упоява кучето, го открадва за втори път. Карл го връща за последен път и оставя кучето, което сега е нервно поради упояването му, в дома на Съли от детството, за да го намери.
Съли е наемател в дома на възрастната госпожица Берил, негова учителка в 8 клас, чийто син банкер Клайв, настоява тя да го изгони и да продаде къщата. Собствените му семейни усложнения се развиват за Съли с посещението на Питър, неговия отчужден син, който е безработен професор и е в конфликт с жена си. Докато той и Съли възстановяват връзката си, Съли започва нова с малкия внук Уил. Внезапното ежедневно присъствие на Питър не се харесва на Ръб, но Съли му казва, че въпреки че Питър е негов син, Ръб все още е най-добрият му приятел. Междувременно Клайв е на прага на изгодна сделка за изграждане на увеселителен парк в Норт Бат. Сделката обаче неочаквано се проваля, когато промоутърът се оказва измамник и Клайв тихомълком напуска града от срам, тъй като е използвал ресурсите на банката си, за да помогне за финансирането на увеселителния парк.
След като е хвърлен в затвора за удар с юмрук на полицай на име Реймър, който го преследва, късметът на Съли изглежда лош. Но неговият син и внук започват да го обичат и богатството му се обръща към по-добро, когато билетът му за конни надбягвания печели. Дори красивата Тоби изразява готовност да напусне Карл, най-вече поради постоянното му женкарство, и да избяга със Съли на Хаваите. Съли разбира, че не може да изостави внука си и благодари на Тоби, отказва се точно преди да тръгне за летището. В крайна сметка Съли почти се връща там, където започва, качвайки се при мис Берил. Но сега той е малко по-богат, както финансово, така и душевно, той е нов собственик на куче и се превърна в образ на доволство.

## В ролите
| Актьор              | Роля                    |
| ------------------- | ----------------------- |
| Пол Нюман           | Доналд „Съли“ Съливан   |
| Джесика Тенди       | Берил Пипълс            |
| Брус Уилис          | Карл Робък              |
| Мелани Грифит       | Тоби Робък              |
| Дилън Уолш          | Питър Съливан           |
| Прюит Тейлър        | Винс като „Ръб“ Скуиърс |
| Джийн Сакс          | „Уърф“ Уърфли           |
| Йозеф Зомер         | Клайв Пийпълс младши    |
| Филип Сиймур Хофман | Полицай Реймър          |